# 마르틴 루터 할레비텐베르크 대학교
마르틴 루터 할레-비텐베르크 대학교(Martin-Luther-Universität Halle-Wittenberg)는 독일 작센안할트주 할레와 비텐베르크에 있는 대학교이다. 1502년에 세워진 비텐베르크 대학교와 1694년에 세워진 할레 대학교가 1817년에 합쳐지면서 설립되었다. 비텐베르크의 교수로서 종교 개혁을 이끌었던 마르틴 루터에서 비롯한 지금의 이름은 1933년 11월 10일에 붙여졌다.